# Journal of Inequalities and Applications
Journal of Inequalities and Applications is een internationaal, aan collegiale toetsing onderworpen open access wetenschappelijk tijdschrift op het gebied van de
wiskunde.
De naam wordt in literatuurverwijzingen meestal afgekort tot J. Inequal. Appl.
Het wordt uitgegeven door Springer Science+Business Media.
Er verschijnen geen losse nummers van dit tijdschrift; elk artikel wordt los, en alleen online, uitgegeven.